# Tamara Bunke
Haydée Tamara Bunke Bider  (19 de novembro de 1937 — 31 de agosto de 1967) foi uma revolucionária teuto-argentina conhecida por seu envolvimento no movimento comunista.
Nascida em uma família de pais comunistas, Bunke juntou-se ao partido  Juventude Livre Alemã aos quinze anos e, mais tarde, estudou filosofia na universidade. Ela foi recrutada como intérprete para o  Partido Socialista Unificado da Alemanha, onde conheceu Che Guevara durante uma visita a Leipzig. Em 1961, mudou-se para Cuba e participou na campanha de alfabetização cubana e na Federação de Mulheres Cubanas.
Bunke foi recrutada para a Campanha da Bolívia uma guerrilha liderada por Che Guevara cujo objetivo era fomentar revoluções comunistas por toda a América Latina. Usando o nome de código Tania, ela infiltrou-se na alta sociedade boliviana e desenvolveu relações com o presidente René Barrientos Ortuño.

Em 1966, foi descoberta, o que a obrigou a juntar-se à campanha armada de Guevara na Bolívia. Durante esse período, Bunke era responsável pela comida e pelo monitoramento das comunicações de rádio. Ela foi morta em 1967 em uma emboscada do Exército Boliviano.